# Бериктас (Жамбылский район)
Бериктас (каз. Беріктас) — село в Жамбылском районе Алматинской области Казахстана. Административный центр и единственный населённый пункт Бериктасского сельского округа. Код КАТО — 194241100.
В Бериктасе родился Народный артист Казахской ССР Камал Кармысов (1912-1991), в его честь названа одна из улиц села.

## Население
В 1999 году население села составляло 2225 человек (1143 мужчины и 1082 женщины). По данным переписи 2009 года, в селе проживал 2231 человек (1103 мужчины и 1128 женщин).